# 1721
Portal Geschichte | Portal Biografien | Aktuelle Ereignisse | Jahreskalender | Tagesartikel

◄ |
17. Jahrhundert |
18. Jahrhundert
| 19. Jahrhundert | ►

◄ |
1690er |
1700er |
1710er |
1720er
| 1730er | 1740er | 1750er | ►

◄◄ |
◄ |
1717 |
1718 |
1719 |
1720 |
1721
| 1722 | 1723 | 1724 | 1725 | ► | ►►
Staatsoberhäupter  · Nekrolog   · Musikjahr
| Januar | Januar | Januar | Januar | Januar | Januar | Januar | Januar |
| Kw     | Mo     | Di     | Mi     | Do     | Fr     | Sa     | So     |
| ------ | ------ | ------ | ------ | ------ | ------ | ------ | ------ |
| 1      |        |        | 1      | 2      | 3      | 4      | 5      |
| 2      | 6      | 7      | 8      | 9      | 10     | 11     | 12     |
| 3      | 13     | 14     | 15     | 16     | 17     | 18     | 19     |
| 4      | 20     | 21     | 22     | 23     | 24     | 25     | 26     |
| 5      | 27     | 28     | 29     | 30     | 31     |        |        |

| Februar | Februar | Februar | Februar | Februar | Februar | Februar | Februar |
| Kw      | Mo      | Di      | Mi      | Do      | Fr      | Sa      | So      |
| ------- | ------- | ------- | ------- | ------- | ------- | ------- | ------- |
| 5       |         |         |         |         |         | 1       | 2       |
| 6       | 3       | 4       | 5       | 6       | 7       | 8       | 9       |
| 7       | 10      | 11      | 12      | 13      | 14      | 15      | 16      |
| 8       | 17      | 18      | 19      | 20      | 21      | 22      | 23      |
| 9       | 24      | 25      | 26      | 27      | 28      |         |         |

| März | März | März | März | März | März | März | März |
| Kw   | Mo   | Di   | Mi   | Do   | Fr   | Sa   | So   |
| ---- | ---- | ---- | ---- | ---- | ---- | ---- | ---- |
| 9    |      |      |      |      |      | 1    | 2    |
| 10   | 3    | 4    | 5    | 6    | 7    | 8    | 9    |
| 11   | 10   | 11   | 12   | 13   | 14   | 15   | 16   |
| 12   | 17   | 18   | 19   | 20   | 21   | 22   | 23   |
| 1    | 24   | 25   | 26   | 27   | 28   | 29   | 30   |
| 14   | 31   |      |      |      |      |      |      |

| April | April | April | April | April | April | April | April |
| Kw    | Mo    | Di    | Mi    | Do    | Fr    | Sa    | So    |
| ----- | ----- | ----- | ----- | ----- | ----- | ----- | ----- |
| 14    |       | 1     | 2     | 3     | 4     | 5     | 6     |
| 15    | 7     | 8     | 9     | 10    | 11    | 12    | 13    |
| 16    | 14    | 15    | 16    | 17    | 18    | 19    | 20    |
| 17    | 21    | 22    | 23    | 24    | 25    | 26    | 27    |
| 18    | 28    | 29    | 30    |       |       |       |       |

| Mai | Mai | Mai | Mai | Mai | Mai | Mai | Mai |
| Kw  | Mo  | Di  | Mi  | Do  | Fr  | Sa  | So  |
| --- | --- | --- | --- | --- | --- | --- | --- |
| 18  |     |     |     | 1   | 2   | 3   | 4   |
| 19  | 5   | 6   | 7   | 8   | 9   | 10  | 11  |
| 20  | 12  | 13  | 14  | 15  | 16  | 17  | 18  |
| 21  | 19  | 20  | 21  | 22  | 23  | 24  | 25  |
| 22  | 26  | 27  | 28  | 29  | 30  | 31  |     |

| Juni | Juni | Juni | Juni | Juni | Juni | Juni | Juni |
| Kw   | Mo   | Di   | Mi   | Do   | Fr   | Sa   | So   |
| ---- | ---- | ---- | ---- | ---- | ---- | ---- | ---- |
| 22   |      |      |      |      |      |      | 1    |
| 23   | 2    | 3    | 4    | 5    | 6    | 7    | 8    |
| 24   | 9    | 10   | 11   | 12   | 13   | 14   | 15   |
| 25   | 16   | 17   | 18   | 19   | 20   | 21   | 22   |
| 26   | 23   | 24   | 25   | 26   | 27   | 28   | 29   |
| 27   | 30   |      |      |      |      |      |      |

| Juli | Juli | Juli | Juli | Juli | Juli | Juli | Juli |
| Kw   | Mo   | Di   | Mi   | Do   | Fr   | Sa   | So   |
| ---- | ---- | ---- | ---- | ---- | ---- | ---- | ---- |
| 27   |      | 1    | 2    | 3    | 4    | 5    | 6    |
| 2    | 7    | 8    | 9    | 10   | 11   | 12   | 13   |
| 29   | 14   | 15   | 16   | 17   | 18   | 19   | 20   |
| 30   | 21   | 22   | 23   | 24   | 25   | 26   | 27   |
| 31   | 28   | 29   | 30   | 31   |      |      |      |

| August | August | August | August | August | August | August | August |
| Kw     | Mo     | Di     | Mi     | Do     | Fr     | Sa     | So     |
| ------ | ------ | ------ | ------ | ------ | ------ | ------ | ------ |
| 31     |        |        |        |        | 1      | 2      | 3      |
| 32     | 4      | 5      | 6      | 7      | 8      | 9      | 10     |
| 33     | 11     | 12     | 13     | 14     | 15     | 16     | 17     |
| 34     | 18     | 19     | 20     | 21     | 22     | 23     | 24     |
| 35     | 25     | 26     | 27     | 28     | 29     | 30     | 31     |

| September | September | September | September | September | September | September | September |
| Kw        | Mo        | Di        | Mi        | Do        | Fr        | Sa        | So        |
| --------- | --------- | --------- | --------- | --------- | --------- | --------- | --------- |
| 36        | 1         | 2         | 3         | 4         | 5         | 6         | 7         |
| 37        | 8         | 9         | 10        | 11        | 12        | 13        | 14        |
| 38        | 15        | 16        | 17        | 18        | 19        | 20        | 21        |
| 39        | 22        | 23        | 24        | 25        | 26        | 27        | 28        |
| 40        | 29        | 30        |           |           |           |           |           |

| Oktober | Oktober | Oktober | Oktober | Oktober | Oktober | Oktober | Oktober |
| Kw      | Mo      | Di      | Mi      | Do      | Fr      | Sa      | So      |
| ------- | ------- | ------- | ------- | ------- | ------- | ------- | ------- |
| 40      |         |         | 1       | 2       | 3       | 4       | 5       |
| 41      | 6       | 7       | 8       | 9       | 10      | 11      | 12      |
| 42      | 13      | 14      | 15      | 16      | 17      | 18      | 19      |
| 43      | 20      | 21      | 22      | 23      | 24      | 25      | 26      |
| 44      | 27      | 28      | 29      | 30      | 31      |         |         |

| November | November | November | November | November | November | November | November |
| Kw       | Mo       | Di       | Mi       | Do       | Fr       | Sa       | So       |
| -------- | -------- | -------- | -------- | -------- | -------- | -------- | -------- |
| 44       |          |          |          |          |          | 1        | 2        |
| 45       | 3        | 4        | 5        | 6        | 7        | 8        | 9        |
| 46       | 10       | 11       | 12       | 13       | 14       | 15       | 16       |
| 47       | 17       | 18       | 19       | 20       | 21       | 22       | 23       |
| 48       | 24       | 25       | 26       | 27       | 28       | 29       | 30       |

| Dezember | Dezember | Dezember | Dezember | Dezember | Dezember | Dezember | Dezember |
| Kw       | Mo       | Di       | Mi       | Do       | Fr       | Sa       | So       |
| -------- | -------- | -------- | -------- | -------- | -------- | -------- | -------- |
| 49       | 1        | 2        | 3        | 4        | 5        | 6        | 7        |
| 50       | 8        | 9        | 10       | 11       | 12       | 13       | 14       |
| 51       | 15       | 16       | 17       | 18       | 19       | 20       | 21       |
| 52       | 22       | 23       | 24       | 25       | 26       | 27       | 28       |
| 1        | 29       | 30       | 31       |          |          |          |          |

| Januar | Januar | Januar | Januar | Januar | Januar | Januar | Januar |
| Kw     | Mo     | Di     | Mi     | Do     | Fr     | Sa     | So     |
| ------ | ------ | ------ | ------ | ------ | ------ | ------ | ------ |
| 1      |        |        | 1      | 2      | 3      | 4      | 5      |
| 2      | 6      | 7      | 8      | 9      | 10     | 11     | 12     |
| 3      | 13     | 14     | 15     | 16     | 17     | 18     | 19     |
| 4      | 20     | 21     | 22     | 23     | 24     | 25     | 26     |
| 5      | 27     | 28     | 29     | 30     | 31     |        |        |

| Februar | Februar | Februar | Februar | Februar | Februar | Februar | Februar |
| Kw      | Mo      | Di      | Mi      | Do      | Fr      | Sa      | So      |
| ------- | ------- | ------- | ------- | ------- | ------- | ------- | ------- |
| 5       |         |         |         |         |         | 1       | 2       |
| 6       | 3       | 4       | 5       | 6       | 7       | 8       | 9       |
| 7       | 10      | 11      | 12      | 13      | 14      | 15      | 16      |
| 8       | 17      | 18      | 19      | 20      | 21      | 22      | 23      |
| 9       | 24      | 25      | 26      | 27      | 28      |         |         |

| März | März | März | März | März | März | März | März |
| Kw   | Mo   | Di   | Mi   | Do   | Fr   | Sa   | So   |
| ---- | ---- | ---- | ---- | ---- | ---- | ---- | ---- |
| 9    |      |      |      |      |      | 1    | 2    |
| 10   | 3    | 4    | 5    | 6    | 7    | 8    | 9    |
| 11   | 10   | 11   | 12   | 13   | 14   | 15   | 16   |
| 12   | 17   | 18   | 19   | 20   | 21   | 22   | 23   |
| 1    | 24   | 25   | 26   | 27   | 28   | 29   | 30   |
| 14   | 31   |      |      |      |      |      |      |

| April | April | April | April | April | April | April | April |
| Kw    | Mo    | Di    | Mi    | Do    | Fr    | Sa    | So    |
| ----- | ----- | ----- | ----- | ----- | ----- | ----- | ----- |
| 14    |       | 1     | 2     | 3     | 4     | 5     | 6     |
| 15    | 7     | 8     | 9     | 10    | 11    | 12    | 13    |
| 16    | 14    | 15    | 16    | 17    | 18    | 19    | 20    |
| 17    | 21    | 22    | 23    | 24    | 25    | 26    | 27    |
| 18    | 28    | 29    | 30    |       |       |       |       |

| Mai | Mai | Mai | Mai | Mai | Mai | Mai | Mai |
| Kw  | Mo  | Di  | Mi  | Do  | Fr  | Sa  | So  |
| --- | --- | --- | --- | --- | --- | --- | --- |
| 18  |     |     |     | 1   | 2   | 3   | 4   |
| 19  | 5   | 6   | 7   | 8   | 9   | 10  | 11  |
| 20  | 12  | 13  | 14  | 15  | 16  | 17  | 18  |
| 21  | 19  | 20  | 21  | 22  | 23  | 24  | 25  |
| 22  | 26  | 27  | 28  | 29  | 30  | 31  |     |

| Juni | Juni | Juni | Juni | Juni | Juni | Juni | Juni |
| Kw   | Mo   | Di   | Mi   | Do   | Fr   | Sa   | So   |
| ---- | ---- | ---- | ---- | ---- | ---- | ---- | ---- |
| 22   |      |      |      |      |      |      | 1    |
| 23   | 2    | 3    | 4    | 5    | 6    | 7    | 8    |
| 24   | 9    | 10   | 11   | 12   | 13   | 14   | 15   |
| 25   | 16   | 17   | 18   | 19   | 20   | 21   | 22   |
| 26   | 23   | 24   | 25   | 26   | 27   | 28   | 29   |
| 27   | 30   |      |      |      |      |      |      |

| Juli | Juli | Juli | Juli | Juli | Juli | Juli | Juli |
| Kw   | Mo   | Di   | Mi   | Do   | Fr   | Sa   | So   |
| ---- | ---- | ---- | ---- | ---- | ---- | ---- | ---- |
| 27   |      | 1    | 2    | 3    | 4    | 5    | 6    |
| 2    | 7    | 8    | 9    | 10   | 11   | 12   | 13   |
| 29   | 14   | 15   | 16   | 17   | 18   | 19   | 20   |
| 30   | 21   | 22   | 23   | 24   | 25   | 26   | 27   |
| 31   | 28   | 29   | 30   | 31   |      |      |      |

| August | August | August | August | August | August | August | August |
| Kw     | Mo     | Di     | Mi     | Do     | Fr     | Sa     | So     |
| ------ | ------ | ------ | ------ | ------ | ------ | ------ | ------ |
| 31     |        |        |        |        | 1      | 2      | 3      |
| 32     | 4      | 5      | 6      | 7      | 8      | 9      | 10     |
| 33     | 11     | 12     | 13     | 14     | 15     | 16     | 17     |
| 34     | 18     | 19     | 20     | 21     | 22     | 23     | 24     |
| 35     | 25     | 26     | 27     | 28     | 29     | 30     | 31     |

| September | September | September | September | September | September | September | September |
| Kw        | Mo        | Di        | Mi        | Do        | Fr        | Sa        | So        |
| --------- | --------- | --------- | --------- | --------- | --------- | --------- | --------- |
| 36        | 1         | 2         | 3         | 4         | 5         | 6         | 7         |
| 37        | 8         | 9         | 10        | 11        | 12        | 13        | 14        |
| 38        | 15        | 16        | 17        | 18        | 19        | 20        | 21        |
| 39        | 22        | 23        | 24        | 25        | 26        | 27        | 28        |
| 40        | 29        | 30        |           |           |           |           |           |

| Oktober | Oktober | Oktober | Oktober | Oktober | Oktober | Oktober | Oktober |
| Kw      | Mo      | Di      | Mi      | Do      | Fr      | Sa      | So      |
| ------- | ------- | ------- | ------- | ------- | ------- | ------- | ------- |
| 40      |         |         | 1       | 2       | 3       | 4       | 5       |
| 41      | 6       | 7       | 8       | 9       | 10      | 11      | 12      |
| 42      | 13      | 14      | 15      | 16      | 17      | 18      | 19      |
| 43      | 20      | 21      | 22      | 23      | 24      | 25      | 26      |
| 44      | 27      | 28      | 29      | 30      | 31      |         |         |

| November | November | November | November | November | November | November | November |
| Kw       | Mo       | Di       | Mi       | Do       | Fr       | Sa       | So       |
| -------- | -------- | -------- | -------- | -------- | -------- | -------- | -------- |
| 44       |          |          |          |          |          | 1        | 2        |
| 45       | 3        | 4        | 5        | 6        | 7        | 8        | 9        |
| 46       | 10       | 11       | 12       | 13       | 14       | 15       | 16       |
| 47       | 17       | 18       | 19       | 20       | 21       | 22       | 23       |
| 48       | 24       | 25       | 26       | 27       | 28       | 29       | 30       |

| Dezember | Dezember | Dezember | Dezember | Dezember | Dezember | Dezember | Dezember |
| Kw       | Mo       | Di       | Mi       | Do       | Fr       | Sa       | So       |
| -------- | -------- | -------- | -------- | -------- | -------- | -------- | -------- |
| 49       | 1        | 2        | 3        | 4        | 5        | 6        | 7        |
| 50       | 8        | 9        | 10       | 11       | 12       | 13       | 14       |
| 51       | 15       | 16       | 17       | 18       | 19       | 20       | 21       |
| 52       | 22       | 23       | 24       | 25       | 26       | 27       | 28       |
| 1        | 29       | 30       | 31       |          |          |          |          |

## Ereignisse

### Politik und Weltgeschehen

#### Großer Nordischer Krieg und Gründung des Russischen Kaiserreichs

Gebietsänderungen infolge der Friedensverträge nach dem Großen Nordischen Krieg 1719–1721

- 31. März: Die Friedensverhandlungen zwischen Russland und Schweden beginnen in Nystad in Finnland. Die schwedische Abordnung wird angeführt von Graf Johan Paulinus Lillienstedt und Baron Otto Reinhold Strömfeldt. Die russische Delegation wird von Heinrich Johann Friedrich Ostermann und General Jacob Daniel Bruce geführt.
- Mai–Juni: Russische Verwüstungen in Schweden 1719 bis 1721: Die russische Galeerenflotte unter Generaladmiral Fedor Apraxin greift Siedlungen an der schwedischen Ostküste zwischen Gävle und Piteå an. Drei Städte und 506 Dörfer werden völlig zerstört.
- 5. Juni: Der Überfall auf Sundsvall ist die letzte Kampfhandlung im Großen Nordischen Krieg. Eine schwedische Besatzung in der Stärke von etwa 280 Mann unterliegt bei Sundsvall und Selånger gegen eine zehnmal so große Reiterschar der Kosaken und über 6000 russische Infanteristen.

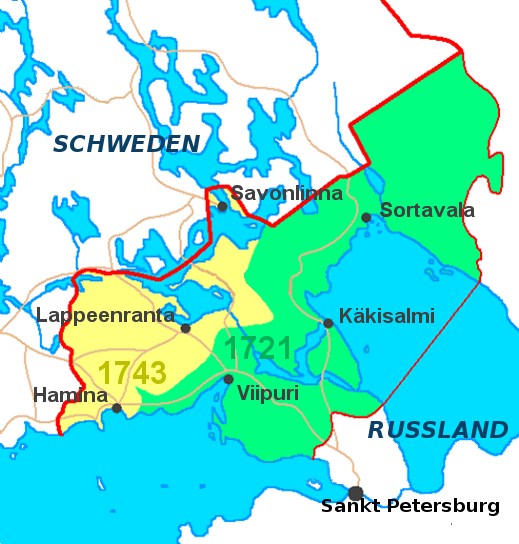
Frieden von Nystad: Die schwedischen Gebietsverluste in Altfinnland in grün

Der Frieden von Nystad beendet am 10. September den Großen Nordischen Krieg zwischen Schweden und Russland. Schweden tritt die Gebiete Ingermanland, Livland, Estland, die Inseln Ösel und Dagö sowie Südkarelien an Russland ab. Dafür erhält es Finnland bis auf Altfinnland zurück, das Peter I. 1714 erobert hat.

Die russische Zarenkrone

Am 2. November lässt sich Zar Peter I. in Sankt Petersburg zum Kaiser des Russischen Kaiserreiches ausrufen. Peter I. krönt sich wie alle seine Nachfolger selbst und bringt mit der Selbstkrönung zum Ausdruck, dass die Kaiser weder einer weltlichen noch einer kirchlichen Macht unterstehen. Um die westliche Ausrichtung des Reiches zu betonen, wird die traditionelle russische Kappe des Monomach durch die Zarenkrone ersetzt. Internationale Streitigkeiten ergeben sich dadurch vor allem mit dem Habsburgerreich, dessen Herrscher der Kaiser des Heiligen Römischen Reiches ist, sich als Nachfolger der Weströmischen Reiches fühlt und deshalb den einzig legitimen Führungsanspruch in der christlichen Welt beansprucht. Aus diesem Grund wird der Kaisertitel lediglich vom geschlagenen Kriegsgegner Schweden und den Niederlanden anerkannt, zu denen Peter der Große gute Verbindungen pflegt.

#### Heiliges Römisches Reich
Die Grafschaft Nassau-Idstein fällt an Friedrich Ludwig von Nassau-Ottweiler.

#### Großbritannien

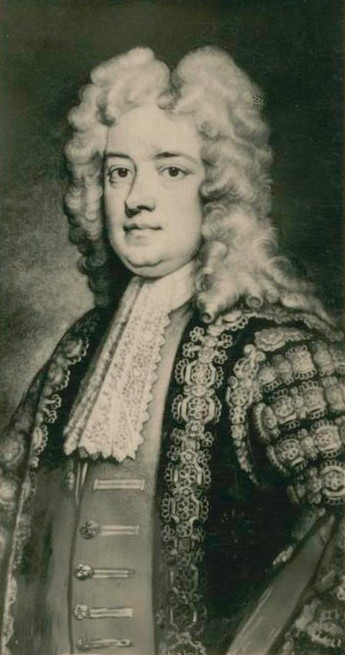
Sir Robert Walpole

- Infolge des Platzens der Südseeblase gerät die Regierung von James Stanhope, 1. Earl Stanhope, massiv in Bedrängnis. In Folge der heftigen Debatten erleidet Stanhope einen Schlaganfall, an dem er am 5. Februar verstirbt. Der in die Spekulationsblase verwickelte Lord High Treasurer und Lord President of the Council Charles Spencer, 3. Earl of Sunderland, muss all seine Ämter zurücklegen.
- 4. April: Robert Walpole wird Lord High Treasurer und gleichzeitig Vorsitzender im House of Commons. Er wird damit zum einflussreichsten Mann im Königreich und de facto erster britischer Premierminister. Unterstützt wird er vor allem durch Charles Townshend, 2. Viscount Townshend, den Secretary of State for the Northern Department.

#### Afrika

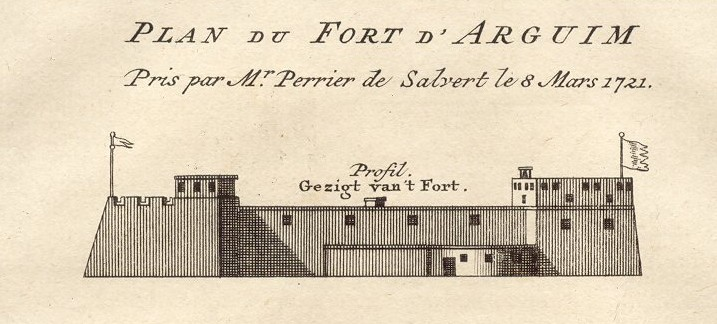
Arguins Festung (1721)

- 9. März: Die Garnison der kurbrandenburgischen Kolonie Arguin kann einem französischen Angriff nicht standhalten, gibt das Fort auf und zieht sich kämpfend auf das mauretanische Festland zurück.
- 18. Mai: Nach dem Tod von David III. wird sein Halbbruder Walda Giyorgis neuer Negus von Äthiopien aus der Salomonischen Dynastie. Doch ein Großteil des Adels steht ihm feindlich gegenüber, setzt ihn schon nach drei Tagen ab und setzt seinen Bruder Asma Sagad auf den Thron.

### Wirtschaft
- 31. Januar: Die Stadt Warburg erteilt Johannes Jodokus Kohlschein das Braurecht. Das gilt als das Gründungsdatum der Warburger Brauerei.
- Die Französische Ostindienkompanie gründet einen Handelsposten in Mahé an der Mündung des Mayyazhipuzha-Flusses in Indien.
- Der Newski-Prospekt zwischen der Admiralität im Westen und dem Alexander-Newski-Kloster im Osten von Sankt Petersburg wird nach zehnjährigen Bauarbeiten fertiggestellt.

### Wissenschaft und Technik
Die Dänische Lustration, eine Landvermessung im vorübergehend (1715 bis 1721) unter dänischer Herrschaft stehenden Vorpommern, wird abgeschlossen.

### Kultur

#### Architektur
- Stadtbaumeister Claus Stallknecht vollendet nach siebenjähriger Bauzeit das im Stil des französischen Barock erbaute Altonaer Rathaus.

#### Literatur

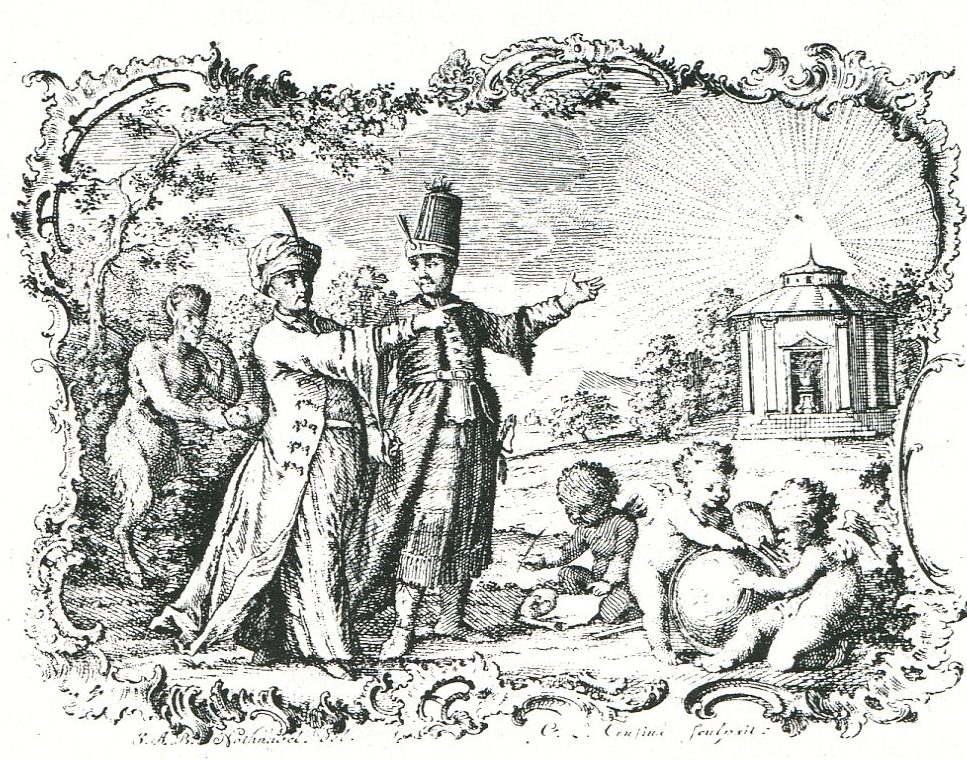
Titelvignette der Erstausgabe der Persischen Briefe

#### Musik und Theater

##### Hamburg/Kopenhagen
- 28. Januar: Die Uraufführung der Oper Der geduldige Socrates von Georg Philipp Telemann findet an der Oper am Gänsemarkt in Hamburg statt.
- 18. Dezember: Die Oper Cloris und Tirsis von Reinhard Keiser und Francesco Bartolomeo Conti wird in Kopenhagen uraufgeführt.

##### London
- 15. April: Das Dramma per musica Il Muzio Scevola mit Musik von Filippo Amadei (1. Akt), Giovanni Bononcini (2. Akt) und Georg Friedrich Händel (3. Akt) auf ein Libretto von Paolo Antonio Rolli hat seine Uraufführung durch die Royal Academy of Music am King’s Theatre im Haymarket in London.
- 20. Mai: Die Oper L'odio e l'amore von Giovanni Bononcini wird am King’s Theatre in London uraufgeführt.
- 9. Dezember: Georg Friedrich Händels Dramma per musica Floridante mit dem Libretto von Paolo Antonio Rolli nach der Vorlage La costanza in trionfo von Francesco Silvani wird am King’s Theatre im Haymarket in London uraufgeführt und vom Publikum gut angenommen.

##### Neapel/Rom

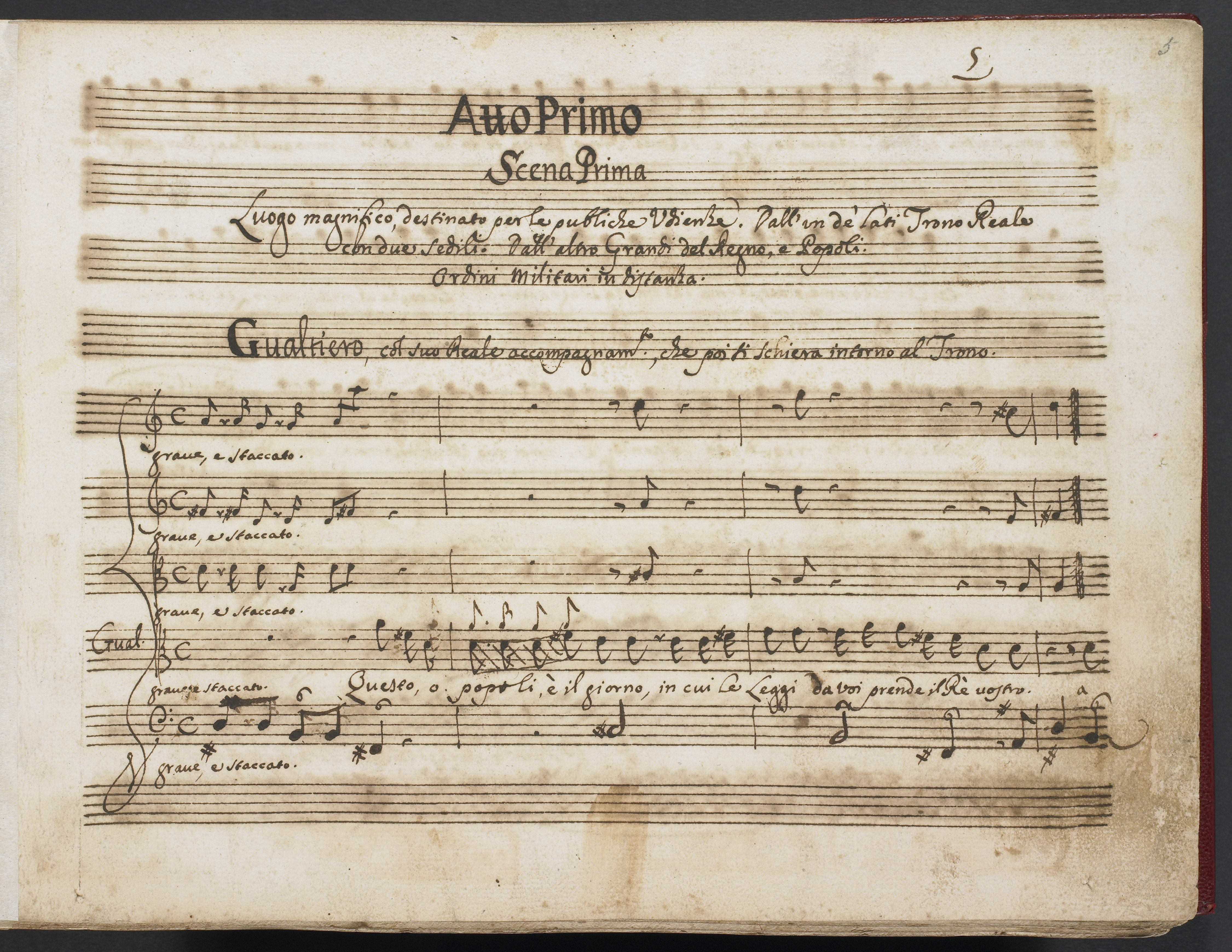
Manuskript von Alessandro Scarlatti

- Januar: Alessandro Scarlattis letzte Oper Griselda nach dem Libretto von Apostolo Zeno basierend auf Griseldis aus Giovanni Boccaccios Decamerone wird am Teatro Capranica in Rom uraufgeführt.
- 30. Mai: Das Libretto Endimione von Pietro Metastasio wird in der Vertonung von Domenico Sarro zur Hochzeit des Prinzen von Belmonte, Antonio Pignatelli, mit Anna Francesca Pinelli di Sangro in Neapel uraufgeführt.
- 28. August: Nicola Antonio Porporas Vertonung von Pietro Metastasios Libretto Gli orti esperidi wird zum Geburtstag von Kaiserin Elisabeth Christine von Braunschweig-Wolfenbüttel in Neapel uraufgeführt.
- 26. November: Die Uraufführung des musikalischen Dramas Arianna e Teseo von Leonardo Leo findet am Teatro San Bartolomeo in Neapel statt.

##### Salzburg/Wien
- 4. Oktober: Die Uraufführung der Oper Il germanico Marte von Antonio Caldara findet in Salzburg statt.
- 4. November: Die Uraufführung der Oper Ormisda re di Persia von Antonio Caldara erfolgt am Hoftheater in Wien.

##### Instrumentalmusik
Johann Sebastian Bach beendet die Arbeit an seinen Brandenburgischen Konzerten, die er dem Prinzen Christian Ludwig von Brandenburg-Schwedt widmet.

### Gesellschaft
- 7. August: Der dänische Kronprinz Christian heiratet auf Schloss Pretzsch die hohenzollernsche Prinzessin Sophie Magdalene von Brandenburg-Kulmbach.
- 3. Dezember: Johann Sebastian Bach heiratet in zweiter Ehe in Köthen die Fürstliche Kammersängerin Anna Magdalena Wilcke.
- 15. Dezember: Im Rahmen des zweiten der Kinderhexenprozesse in Freising wird Veit Adlwart hingerichtet. Die Hexenprozesse laufen noch bis 1723.
- In Berlin wird das erste Kaffeehaus eröffnet.

### Religion

#### Papstwahl
- 19. März: Papst Clemens XI. stirbt in Rom. Das Konklave zur Wahl seines Nachfolgers beginnt am 31. März mit 56 Teilnehmern.
- 8. Mai: Michelangelo dei Conti wird unter dem Namen Innozenz XIII. in einem zuvor sehr wechselvollen Konklave einstimmig zum Papst gewählt, nachdem der Favorit Fabrizio Paolucci, der Kardinalstaatssekretär des Vorgängers Clemens XI., durch kaiserliches Veto von der Wahl ausgeschlossen worden ist. Am 16. Juni erhebt der neue Papst seinen Bruder Bernardo Maria Conti zum Kardinal.

#### Kirchenreform in Russland
- 25. Januar: Peter I. ordnet per Ukas die Gründung des Heiligsten dirigierenden Synods als oberste Regierungs-Institution der Russisch-Orthodoxen Kirche an. Damit wird das Patriarchat abgeschafft. Der Synod besteht zum Teil aus kirchlichen Würdenträgern und teilweise aus Laien, die vom Zaren ernannt werden. Mitglieder sind unter anderem die Metropoliten von Sankt Petersburg, Moskau und Kiew, sowie der Exarch von Georgien. Die Jurisdiktion des Heiligsten regierenden Synods erstreckt sich auf alle Fragen kirchlichen Lebens und schließt auch manche säkulare Gebiete mit ein.

#### Grönland

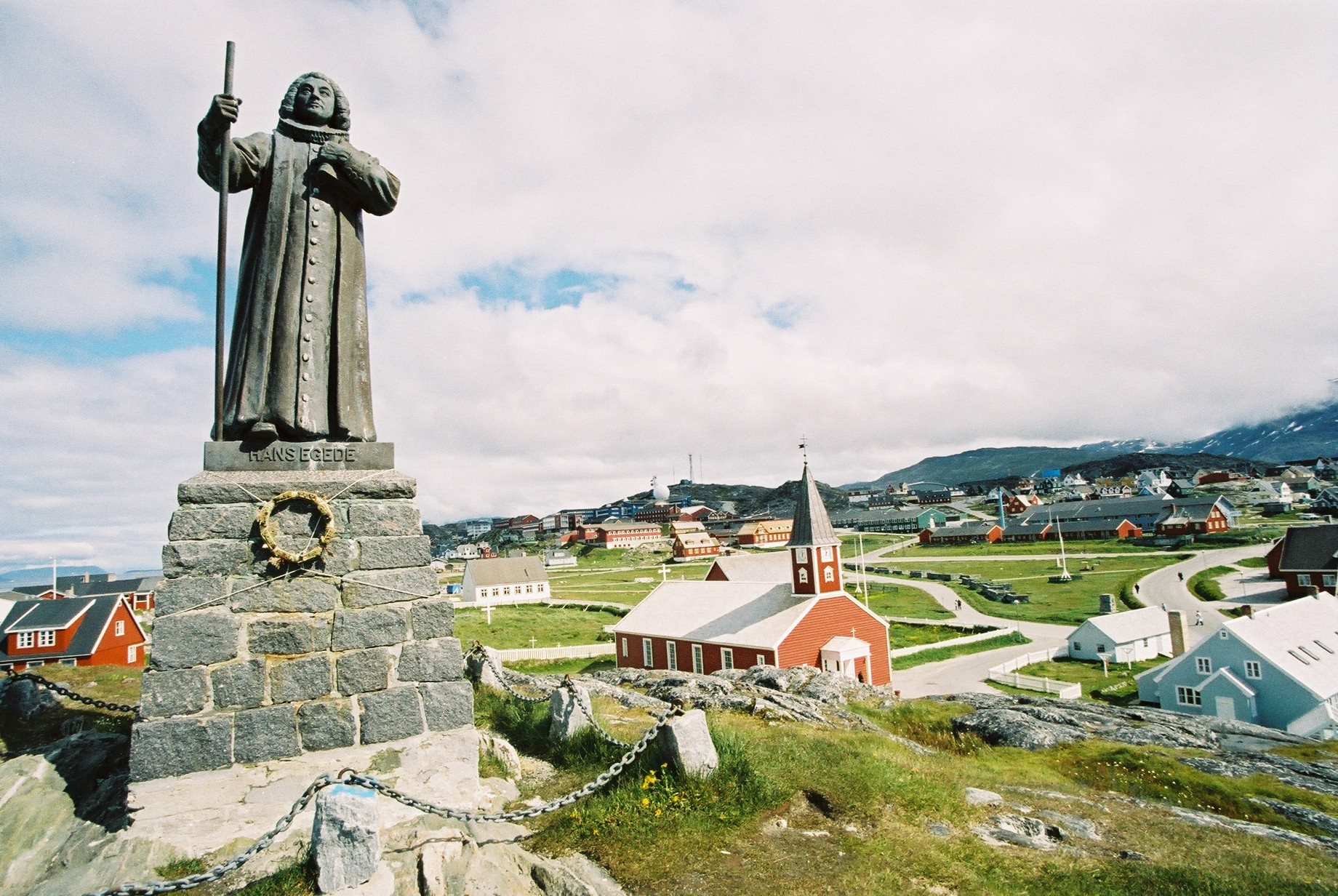
Statue von Hans Egede in der grönländischen Hauptstadt Nuuk

- 12. Mai: Der norwegische Pfarrer Hans Egede bricht mit seiner Familie per Schiff nach Grönland auf, um dort von ihm vermutete Wikinger zu missionieren. Er trifft auf die Inuit und wird zum „Apostel der Grönländer“.
- 3. Juli: Hans Egede trifft auf seiner Missionsreise in Grönland ein.

#### Bistums- und Klostergründungen
- 18. Mai: Das Großerzbistum Făgăraș und Alba Iulia in Rumänien wird gegründet.
- Außerhalb von Berching an der Sulz wird das Hospitium Berching der Kapuziner gegründet.

### Katastrophen
- 1. Januar: Nach der Neujahrsflut 1721 ist die Helgoländer Düne von der Hauptinsel getrennt.

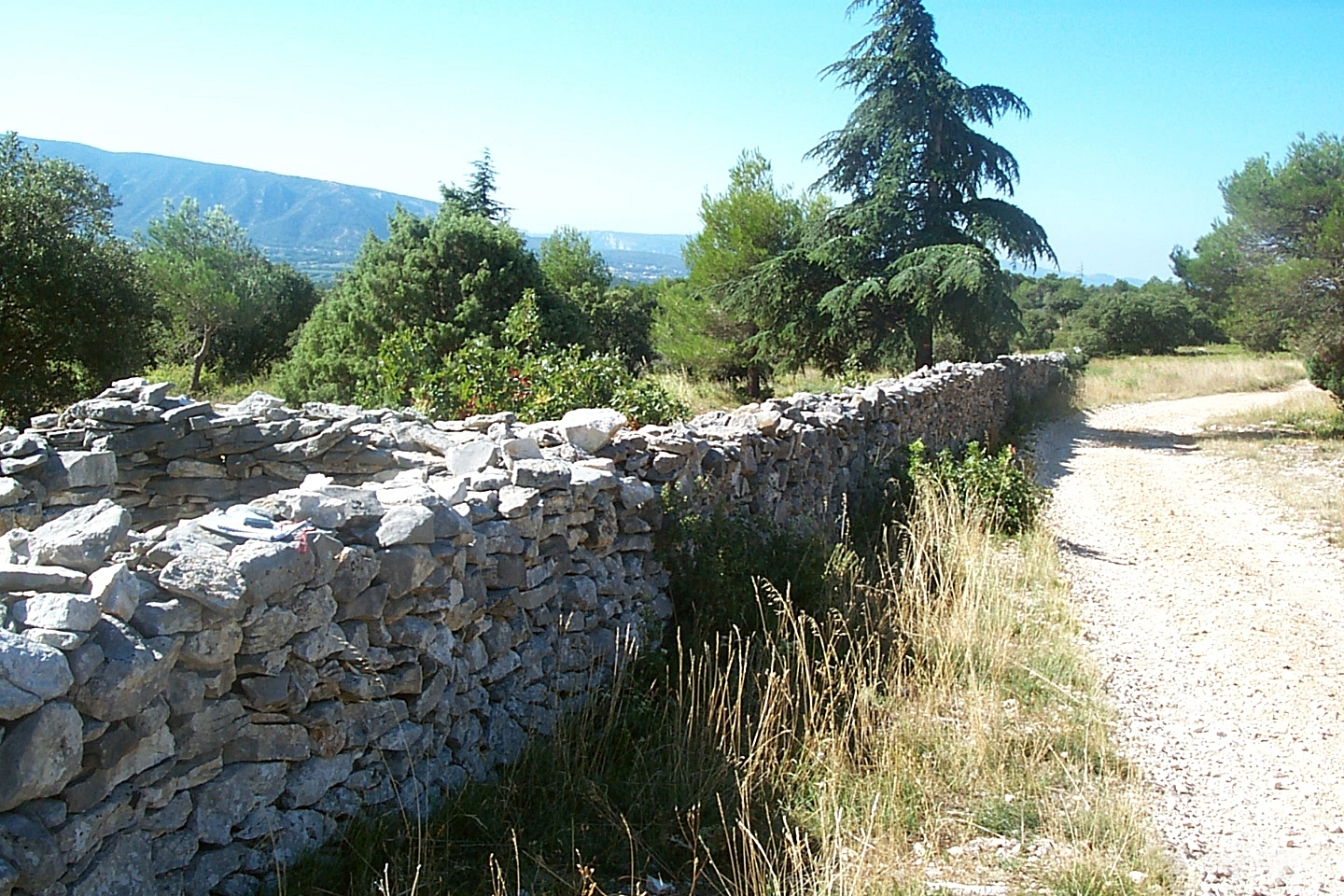
Die Pestmauer nahe Fontaine-de-Vaucluse

- Februar bis Juli: Im Hochland von Comtat Venaissin wird die Pestmauer errichtet, um die Ausbreitung der in der Provence wütenden Pest nach Norden zu verhindern. Trotzdem erreicht die Epidemie im August Avignon, während sie in den südlicheren Teilen der Provence bereits nahezu verklungen ist. Nun soll die Mauer den Süden vor der Krankheit im Norden schützen.

## Historische Karten und Ansichten

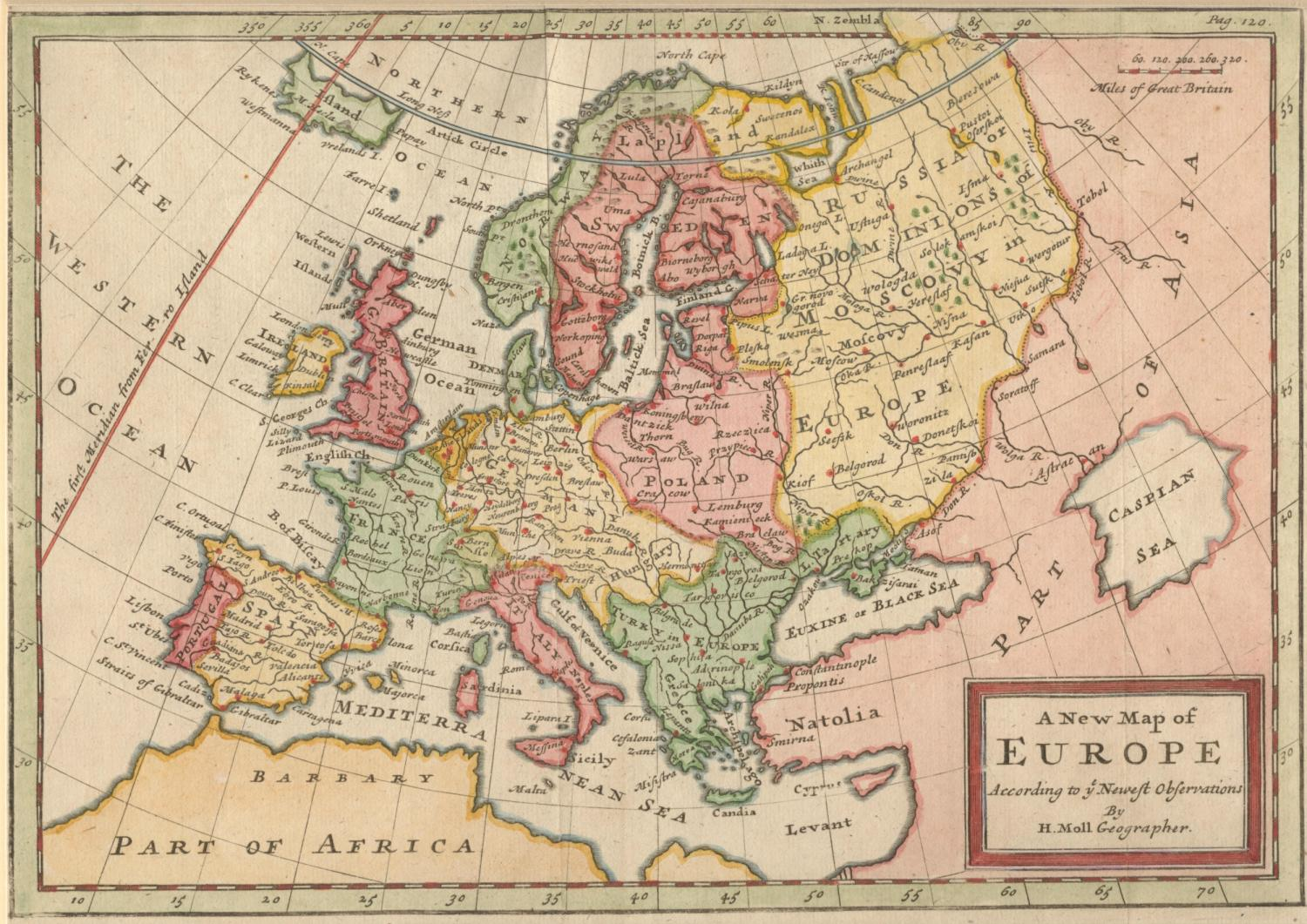
A New Map of Europe According to the Newest Observations, Herman Moll

## Geboren

### Erstes Halbjahr
- 08. Januar: Johann Friedrich, Fürst von Schwarzburg-Rudolstadt († 1767)
- 12. Januar: Ferdinand von Braunschweig-Wolfenbüttel, preußischer Generalfeldmarschall († 1792)
- 17. Januar: Elisabeth Auguste von Pfalz-Sulzbach, Kurfürstin von der Pfalz und von Bayern († 1794)
- 19. Januar: Jean-Philippe Baratier, deutscher Mathematiker, Historiker und Orientalist, Sprachgenie († 1740)
- 21. Januar: James Murray, britischer Soldat, Kolonialverwalter und Gouverneur der Provinz von Quebec und Gouverneur von Menorca († 1794)
- 27. Januar: Adam Wassiljewitsch Olsufjew, russischer Aufklärer, Politiker, Schriftsteller und Mäzen († 1784)
- 03. Februar: Friedrich Wilhelm von Seydlitz, preußischer Kavallerieoffizier († 1773)
- 05. Februar: John Fell, US-amerikanischer Politiker († 1798)
- 06. Februar: Christian Henrich Heineken, Lübecker Wunderkind († 1725)
- 21. Februar: John McKinly, US-amerikanischer Politiker († 1796)
- 01. März: Juan Crespí, spanischer Franziskaner und Missionar († 1782)
- 02. März: David Zeisberger, deutsch-amerikanischer evangelischer Missionar und Sprachforscher († 1808)
- 09. März: Karoline von Pfalz-Zweibrücken, Landgräfin von Hessen-Darmstadt († 1774)
- 19. März: Tobias Smollett, britischer Arzt und Schriftsteller († 1771)
- 19. März: Simon Gabriel Suckow, deutscher Hochschullehrer († 1786)
- 01. April: Pieter Hellendaal, niederländischer Komponist, Organist und Violinist († 1799)
- 01. April: Karl Maria Raimund, Herzog von Arenberg († 1778)
- 01. April: David-Philippe de Treytorrens, Schweizer Offizier in fremden Diensten und Kaufmann
- 03. April: Franz Anton Knittel, deutscher evangelischer Geistlicher und Paläograf († 1792)
- 06. April: Friedrich Christian I., Herzog von Schleswig-Holstein-Sonderburg-Augustenburg († 1794)
- 19. April: Roger Sherman, Delegierter von Connecticut im Kontinentalkongress († 1793)
- 24. April: Johann Philipp Kirnberger, deutscher Musiktheoretiker und Komponist († 1783)
- 26. April: Wilhelm August, Herzog von Cumberland, Mitglied des britischen Königshauses, britisch-hannoverscher Heerführer († 1765)
- 15. Mai: Dmitri Michailowitsch Golizyn, russischer Diplomat, Militär und Kunstmäzen († 1793)
- 16. Mai: Johann Emanuel Schweinefleisch, deutscher Orgelbauer († 1771)
- 17. Mai: Johann August Bach, deutscher Rechtshistoriker († 1758)
- 22. Mai: Johann Daniel Müller, deutscher Theologe († 1794)
- 24. Mai: Ferdinand Sterzinger, katholischer Theologe und Kirchenrechtler († 1786)
- 28. Mai: Placidus Fixlmillner, österreichischer Hochschullehrer, Jurist, Astronom und Musiktheoretiker († 1791)
- 21. Juni: Benjamin Wilson, englischer Maler und Wissenschaftler († 1788)
- 22. Juni: Georg Wilhelm von der Goltz, polnischer General und Diplomat († 1767)
- 24. Juni: Johann Friedrich Faselius, deutscher Mediziner († 1767)
- 29. Juni: Johann von Kalb, deutsch-amerikanischer General während der amerikanischen Revolution († 1780)

### Zweites Halbjahr
- 06. Juli: Johann Peter Schwartz, deutscher evangelischer Theologe († 1781)
- 13. Juli: Felix Joseph de Abreu y Bertodano, spanischer Botschafter († 1766)
- 20. Juli: Achatz Ferdinand von der Asseburg, deutscher Diplomat († 1797)
- 20. Juli: Philippe-Auguste de Sainte-Foix, französischer Schriftsteller († 1795)
- 23. Juli: Joseph Franz Xaver von Hoppenbichl, deutscher katholischer Geistlicher und Ökonom († 1779)
- 23. Juli: Anna Dorothea Therbusch, deutsche Malerin († 1782)
- 30. Juli: Antonín Boll, tschechischer Philosoph und Jesuit († 1792)

- 08. August: Ernst August Schulze, deutscher reformierter Theologe († 1786)
- 21. August: Lucretia Wilhelmina van Merken, niederländische Dichterin († 1789)
- 22. August: Nikolaus Wilhelm Schröder, deutscher Orientalist und Bibliothekar († 1798)
- 27. August: Johann Adam von Auersperg, Fürst, Oberstkämmerer und Erblandmarschall von Tirol († 1795)
- 29. August: Henry Ellis, britischer Forscher, Autor und Kolonialgouverneur der Province of Georgia († 1806)

- 04. September: Wilhelm Paul Verpoorten, deutscher Pädagoge und lutherischer Theologe († 1794)
- 09. September: Edmund Pendleton, Delegierter für Virginia im Kontinentalkongress († 1803)
- 14. September: Eliphalet Dyer, Delegierter von Connecticut im Kontinentalkongress († 1807)
- 16. September: Domenico Corvi, italienischer Maler († 1803)
- 17./19. September: Pierre-Louis Dubus, genannt Préville, französischer Schauspieler († 1799)
- 20. September: Ernst Heinrich Abel, deutscher Porträtmaler († nach 1787)
- 21. September: Jean-Philippe Dutoit-Membrini, Schweizer Mystiker († 1793)
- 22. September (getauft): Thérèse Levasseur, französische Haushaltshilfe, Lebensgefährtin von Jean-Jacques Rousseau († 1801)

- 02. Oktober: Tia Weil, Oberlandesrabbiner in Baden und rabbinischer Gelehrter († 1805)
- 14. Oktober: Peter Viktor von Besenval, Schweizer Militär in französischen Diensten († 1791)
- 16. Oktober: Johann Bücher, deutscher evangelischer Theologe († 1785)

- 02. November: Johannes Esaias Nilson, deutscher Maler († 1784)
- 06. November: Johann Conrad Bürgy, schweizerisch-deutscher Orgelbauer († 1792)
- 09. November: Mark Akenside, englischer Arzt und Dichter († 1770)
- 14. November: Friedrich Samuel Zickler, deutscher lutherischer Theologe († 1779)
- 20. November: Jean-Henri Maubert de Gouvest, französischer entlaufener Mönch, Abenteurer, Artillerieoffizier, Sekretär, Schriftsteller, Publizist, Geheimagent und Direktor einer in Deutschland gastierenden Komödiantentruppe († 1767)
- 22. November: Marcantonio Marcolini, italienischer Kardinal, Nuntius für Florenz, Sekretär der Consulta in Rom und Generalauditor der Apostolischen Kammer († 1782)

- 06. Dezember: Chrétien-Guillaume de Lamoignon de Malesherbes, französischer Staatsmann, Minister und Verteidiger Ludwigs XVI. († 1794)
- 11. Dezember: Wolfgang Thomas Rau, deutscher Mediziner († 1772)
- 12. Dezember: Christian Gotthelf von Gutschmid, Theologe, Pädagoge und kursächsischer Staatsmann († 1798)
- 13. Dezember: Johann Ulrich Sponsel, deutscher evangelischer Theologe († 1788)
- 15. Dezember: Johann Samuel Diterich, deutscher Kirchenlieddichter († 1797)
- 20. Dezember: Johann Georg Specht, Baumeister des Spätbarock und gehörte der sogenannten Vorarlberger Bauschule oder den Meistern des Vorarlberger Münsterschemas an († 1803)
- 25. Dezember: William Collins, englischer Dichter († 1759)
- 27. Dezember: Frans Hemsterhuis, niederländischer Philosoph und Schriftsteller († 1790)

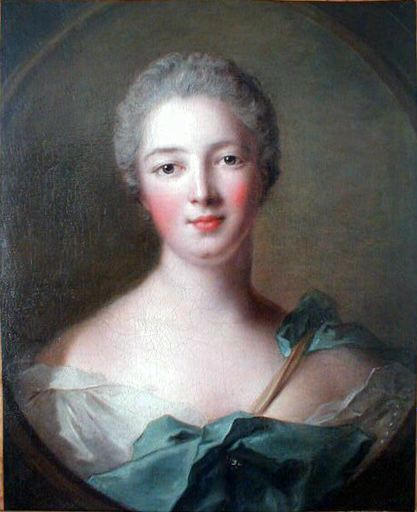
Porträt von Madame de Pompadour

- 29. Dezember: Jeanne-Antoinette Poisson, Madame de Pompadour, französische Adelige, Mätresse von Ludwig XV. († 1764)

### Genaues Geburtsdatum unbekannt
- Louis Anseaume, französischer Librettist († 1784)
- Claude d’Apchon, französischer Bischof († 1783)
- Arnulphe d’Aumont, französischer Mediziner († 1800)
- John Garth, englischer Komponist († 1810)
- Michael Nestius, deutscher evangelisch-lutherischer Geistlicher († 1794)
- Ngawang Tshülthrim, tibetischer Trülku und Politiker, Regent von Tibet († 1791)

### Geboren um 1721
- 30. Januar 1721 oder 20. Mai 1722: Bernardo Bellotto (Canaletto), italienischer Maler († 1780)

## Gestorben

### Januar bis April
- 01. Januar: Amy Buisson, Genfer Brigadier in fremden Diensten (* 1649)
- 06. Januar: Theodor Dassov, deutscher Sprachwissenschaftler und lutherischer Theologe (* 1648)
- 11. Januar: Johann Ernst Schaper, deutscher Mediziner und mecklenburgischer Politiker (* 1668)
- 18. Januar: Otto von Schlabrendorf, preußischer General der Infanterie, Gouverneur der Festung Küstrin sowie Erbherr auf Groß Machnow und Blankenfeld (* 1650)
- 25. Januar: Robert Challe, französischer Reisender und Schriftsteller (* 1659)
- 000Januar: Ernst Christoph Hochmann von Hochenau, deutscher mystisch-separatistischer Pietist (* 1670)
- 02. Februar: Johann Tobias Gottfried Trost, mitteldeutscher Orgelbauer (* 1651)
- 04. Februar: Heinrich Mylius, deutscher Mediziner (* 1696)
- 07. Februar: Nicolas-Joseph Foucault, französischer Verwaltungsbeamter und Sammler von Antiquitäten (* 1643)
- 11. Februar: Johannes Köck, österreichischer Orgelbauer (* 1666)
- 21. Februar: Christoph Heinrich Amthor, deutscher Lyriker und Übersetzer (* 1677)
- 22. Februar: Johann Christoph Bach, deutscher Organist, ältester Bruder von Johann Sebastian Bach (* 1671)
- 24. Februar: John Sheffield, 1. Duke of Buckingham and Normanby, britischer Staatsmann und Dichter (* 1648)
- 05. März: Jonas Casimir von Auer, preußischer Oberst (* 1658)
- 09. März: Johann Kayser, westfälischer Dichter, lutherischer Prediger und Gymnasiallehrer (* 1654)
- 12. März: Johannes Luyts, niederländischer Mathematiker, Philosoph, Astronom und Physiker (* 1655)
- 13. März: Caspar Gottlob von Rodewitz, deutscher Holzbildschnitzer und Steinbildhauer (* 1679)
- 15. März: Louise zu Mecklenburg, Königin von Dänemark und Norwegen (* 1667)

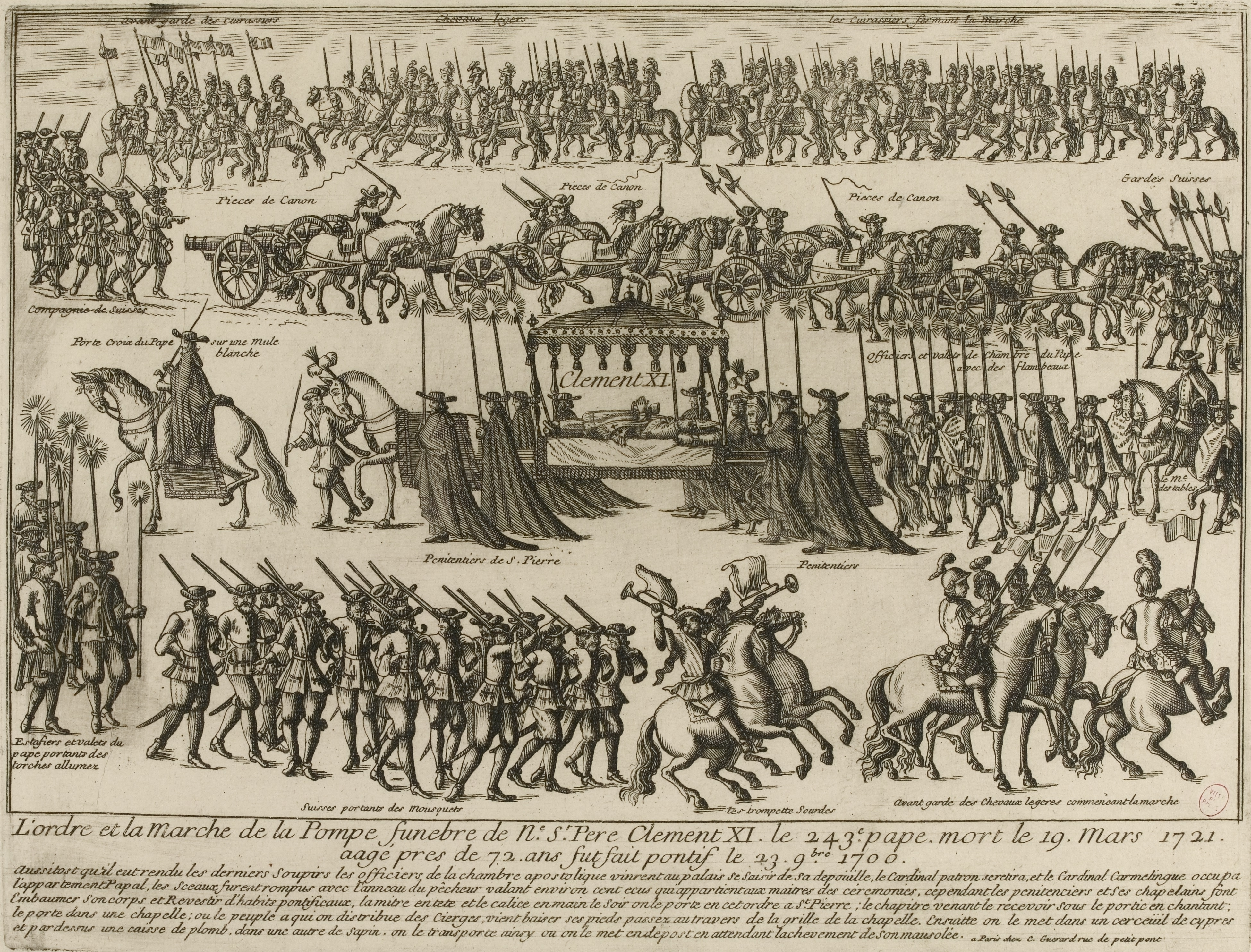
Die Beerdigung von Clemens XI. im Jahr 1721

- 19. März: Giovanni Francesco Albani, als Clemens XI. Papst (* 1649)
- 24. März: Michael I. Esterházy de Galantha, ungarischer Adeliger in habsburgischen Diensten (* 1671)
- 29. März: Charles Vane, britischer Pirat in der Karibik
- 10. April: Joachim Gerstenbüttel, deutscher Komponist (* 1647)
- 13. April: Johann van Ghelen, flämischer Buchdrucker in Wien (* 1645)
- 14. April: Michel Chamillart, französischer Minister (* 1652)
- 17. April: Tobias Balthasar Hold, erster deutscher Bürgermeister von Temeschwar (* um 1660)
- 20. April: Louis Laguerre, französischer Maler in England (* 1663)
- 21. April: Dorothea Louise von Schleswig-Holstein-Sonderburg-Augustenburg, Äbtissin des Klosters Itzehoe (* 1663)
- 22. April: Karl Friedrich, Fürst von Anhalt-Bernburg (* 1668)
- 26. April: Karl Arnd, deutscher lutherischer Theologe (* 1673)
- 27. April: Eva von Buttlar, deutsche mystisch-libertinistische Sektiererin (* 1670)
- 28. April: Mary Read, englische Piratin und Freibeuterin (* 1685)

### Mai bis August
- 07. Mai: Zinat un-nisa, Prinzessin des Mogulreichs und Bauherrin (* 1643)
- 08. Mai: Marc René de Voyer de Paulmy, marquis d’Argenson, französischer Staatsmann (* 1652)
- 10. Mai: Christian Wilhelm, Fürst von Schwarzburg-Sondershausen (* 1647)
- 16. Mai: Wilhelm Erasmus Arends, deutscher evangelischer Pfarrer und Kirchenlieddichter (* 1677)
- 18. Mai: David III., Kaiser von Äthiopien (* 1695)
- 27. Mai: Christoph von Hellwig, Stadtphysicus zu Erfurt, Publizist und Schöpfer des „Hundertjährigen Kalenders“ (* 1663)
- 06. Juni: Joseph I. Esterházy de Galantha, ungarischer Adeliger und dritter Fürst und Majoratsherr des Hauses Esterházy (* 1688)
- 17. Juni: Michael Erich Franck, deutscher Romanautor (* 1691)
- 17. Juni: Matwei Petrowitsch Gagarin, russischer Adeliger, erster Gouverneur von Sibirien
- 18. Juni: Philipp, Landgraf von Hessen-Philippsthal (* 1655)
- 21. Juni: Johann Christoph Müller, deutscher Kartograf und Ingenieuroffizier (* 1673)
- nach dem 25. Juni: Francesco Mitta, lombardischer Baumeister in Kurhannover (* 1662)
- 28. Juni: Isaac Sailmaker, niederländischer Marinemaler in England (* um 1633)
- 000Juni: Anton Siebel, Bürgermeister von Elberfeld (* 1670)
- 03. Juli: Hermann von Brevern, deutsch-baltischer Jurist (* 1663)
- 08. Juli: Elihu Yale, Kaufmann walisischer Abstammung, Gouverneur der Britischen Ostindienkompanie in Madras und Förderer des nach ihm benannten Yale College (* 1649)
- 12. Juli: Antonio Giannettini, italienischer Organist, Kapellmeister und Komponist (* 1648)
- 18. Juli: Antoine Watteau, französischer Maler (* 1684)
- 26. Juli: Samuel Jacobi, deutscher Kantor und Komponist (* 1652)
- 26. Juli: Godefroy Maurice de La Tour d’Auvergne, Herzog von Bouillon, Pair und Großkammerherr von Frankreich (* 1636)
- 28. Juli: Nureddin al-Dscherrahi, osmanischer islamischer Mystiker, Gründer des Dscherrahi-Derwisch-Ordens (* 1678)
- 03. August: Grinling Gibbons, niederländisch-englischer Bildhauer (* 1648)
- 05. August: Louis Counet, Lütticher Maler in Trier (* 1652)
- 09. August: Wolf Christoph Zorn von Plobsheim, deutscher Architekt (* 1655)
- 16. August: Christian Friedrich Hunold, deutscher Autor (* 1680)
- 000August: Jacques Paisible, französischer Blockflötist und Komponist (* um 1656)
- 000August: Petrus Laurentius Wockenfuß, deutscher Kantor und Komponist (* 1675)

### September bis Dezember
- 03. September: Johann Anton Losy von Losinthal, böhmischer kaiserlicher Beamter, Komponist und Lautenist (* um 1645)
- 06. September: Georg Wolfgang Wedel, deutscher Mediziner und Alchimist (* 1645)
- 07. September: Bernhard Friedrich Albinus, deutscher Arzt (* 1653)
- 08. September: Henri Arnaud, französischer Pfarrer und Waldenserführer (* 1643)
- 08. September: Michael Brokoff, deutscher Bildhauer des Barock (* 1686)
- 09. September: Elisabeth Dorothea von Hessen-Darmstadt, Landgräfin von Hessen-Homburg (* 1676)
- 13. September: Domenico Boscho, italienischer Stuckateur in der Steiermark
- 17. September: Marguerite Louise d’Orléans, Großherzogin der Toskana (* 1645)
- 18. September: Matthew Prior, englischer Schriftsteller und Diplomat (* 1664)
- 02. Oktober: Benoît Audran der Ältere, französischer Kupferstecher (* 1661)
- 04. Oktober: Abraham Martijnszoon Alewijn, niederländischer Jurist, Dramatiker und Dichter (* 1664)
- 11. Oktober: Anton Florian, Fürst von Liechtenstein (* 1656)
- 23. Oktober: Samuel Frisching, Schultheiss der Stadt und Republik Bern (* 1638)
- 26. Oktober: Georg August, Fürst von Nassau-Idstein (* 1665)
- 27. Oktober: Carl Mörner af Morlanda, schwedischer Feldmarschall (* 1658)
- 28. Oktober: Johann Conrad Vogel, Oberpfälzer Orgelbauer (* 1656)
- 07. November: Jobst Scholten, Festungsbaumeister und Oberbefehlshaber der dänischen Armee (* 1644)
- 08. November: Catharina Margaretha Linck bzw. Anastasius Lagrantinus Rosenstengel, deutsche Knopfmacherin, Kattundruckerin und Soldat, wegen Unzucht mit einer anderen Frau hingerichtet (* 1687)
- 12. November: Étienne Picart, französischer Kupferstecher (* 1632)
- 21. November: Christian Romstet, sächsischer Zeichner und Kupferstecher (* 1640)
- 24. November: Gustav Gabriel Appelmann, schwedischer Artillerieoffizier (* 1656)
- 24. November: Maximilian Friedrich Casimir von Knigge, kurländischer Oberhofmarschall (* 1653)
- 28. November: Louis Dominique Garthausen, genannt Cartouche, französischer Räuber, Mörder und Bandenchef (* 1693)
- 12. Dezember: Joseph Greissing, Hofbaumeister in Würzburg (* 1664)
- 13. Dezember: Alexander Selkirk, schottischer Seefahrer und Abenteurer, Vorbild für Daniel Defoes Robinson Crusoe (* 1676)

### Genaues Todesdatum unbekannt
- Bidil, persischsprachiger Dichter aus Indien (* 1645)
- Christian Anton Philipp Knorr von Rosenroth, deutscher Jurist und Dichter (* 1653)

### Gestorben um 1721
- Matthys Naiveu, niederländischer Maler (* 1647)